# Куэва-де-лос-Вердес

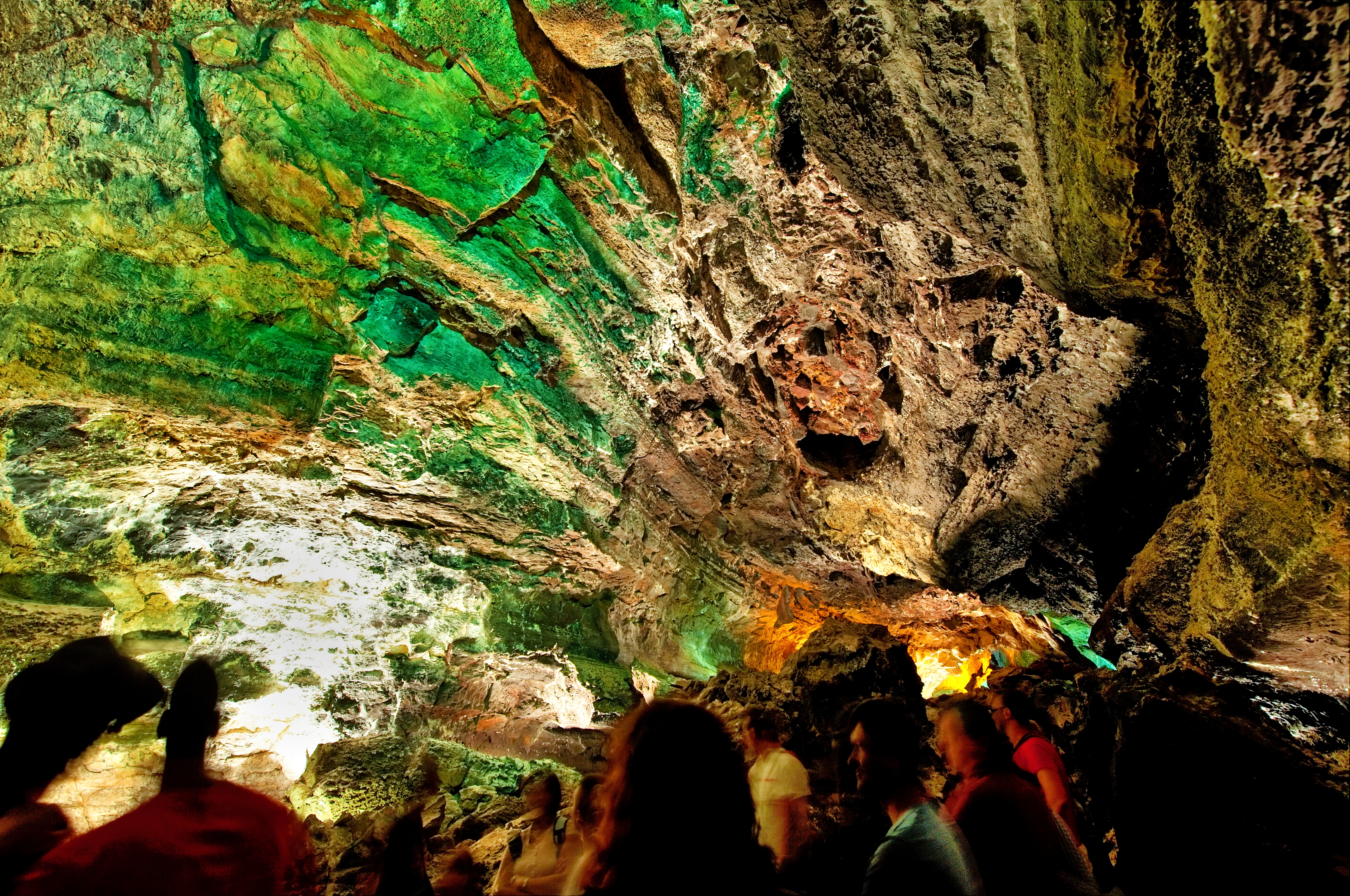

Куэва-де-лос-Вердес (исп. Cueva de Los Verdes) — вулканическая пещера на острове Лансароте в архипелаге Канарские острова (Испания). Одна из самых больших в мире вулканических пещер (до 1970-х годов считалась самым длинным вулканическим туннелем мира).
Пещера Куэва-де-лос-Вердес образовалась в результате извержения вулкана Корона около пяти тысяч лет назад. Во время извержения река жидкой лавы прожгла продолговатое углубление в горных породах. В то время как внизу лава оставалось ещё очень жидкой и текучей, наружные её слои постепенно застывали. Таким образом сформировалась своеобразная труба длиной 6,1 километра. По мере того как извержение прекращалось, труба опорожнялась от лавы, создав красивый памятник природы.
Выделявшиеся из лавы горячие газы, смешиваясь с воздухом, воспламенялись; под действием высокой температуры, плавящей свод, на потолке пещеры появлялись борозды и наплывы, подобные сталактитам. Остатки лавы, застывая, образовывали множество складок и морщин, разукрасив пол пещеры замысловатыми узорами.
Пещера протянулась от кратера вулкана Корона до берега Атлантического океана. Ширина пещеры — до 24 метров, наибольшая высота — 15 метров, самая глубокая часть пещеры достигает 35 метров ниже уровня моря, перепад высот — 230 метров. Температура воздуха в пещере в течение года держится постоянной: 19°С.

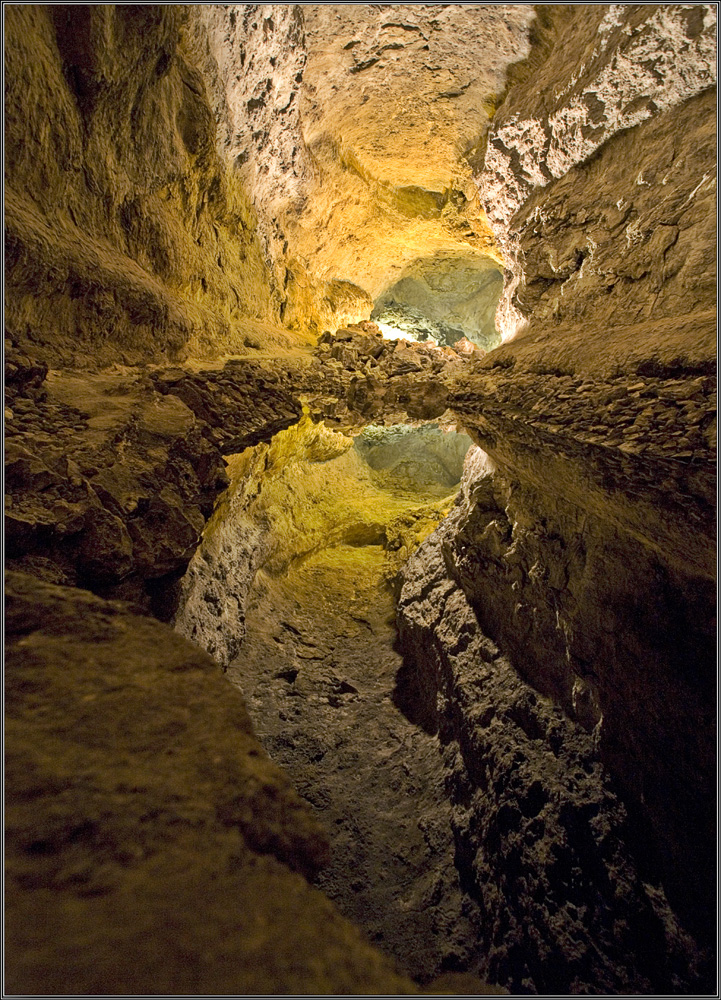

Ещё в XIII веке Куэва-де-лос-Вердес использовалась гуанчами, населявшими Лансароте, как укрытие во время испанского завоевания. Позже население острова укрывалось в пещере от корсарских набегов и рейдов работорговцев. Туристической достопримечательностью пещера стала в 1964 году. Стараниями Центра искусства, культуры и туризма Лансароте в пещеру было проведено освещение. Ныне наиболее интересная часть Куэва-де-лос-Вердес (участок длиной чуть более километра) открыта для туристов. В пещере также располагается геодинамическая станция.
Туристы входят в пещеру с лавового плато Маль-Паис по узкой дорожке через провал. За высоким входным отверстием туннель ведёт к морю, затем туристы сворачивают в более узкий ход и достигают самой глубокой части Куэва-де-лос-Вердес. Архитектура пещеры разнообразна и хаотична: извилистые коридоры, где надо пригибаться, просторные залы, теснины, почти прямые участки. На всем протяжении пути посетителей сопровождает музыка, переходы и залы освещены. У пещеры два яруса, верхний более просторный. Несколько маршей лестницы — и вот гости попадают в уникальный концертный зал. Это не просто название, периодически здесь и вправду проходят концерты. Превосходную акустику создают пористые лавовые стены, не создающие резонанса.
Нижний участок пещеры, называемый Хамеос-дель-Агуа , также доступен для обозрения. Здесь разливается подземное озеро, питаемое солёной водой океана. Своды пещеры частично разрушены, на ступенчатые террасы падают солнечные лучи. На берегу подземного озера находится необычный пещерный ресторан, где туристы могут испить чашечку кофе.

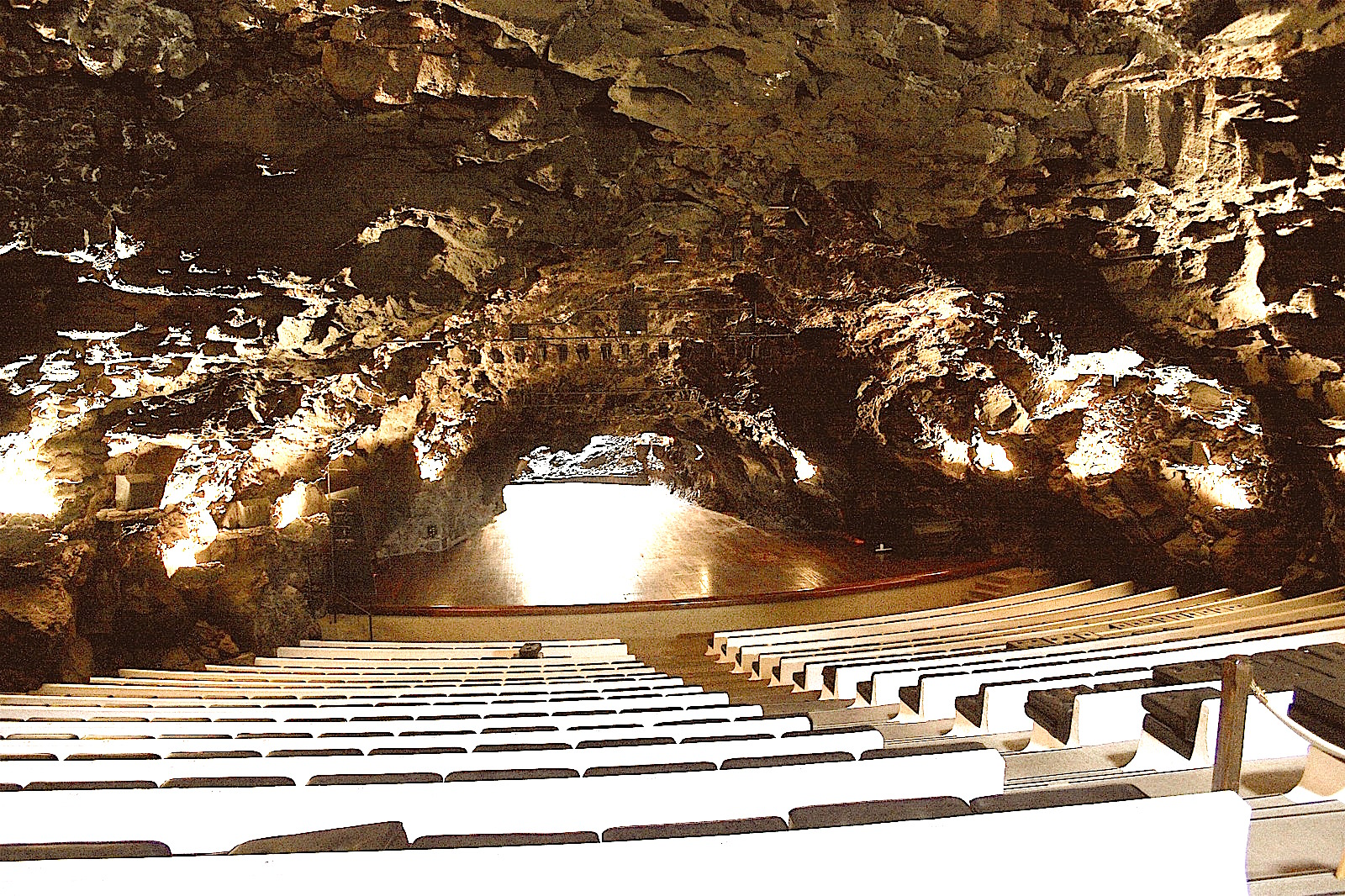
Подземный концертный зал.

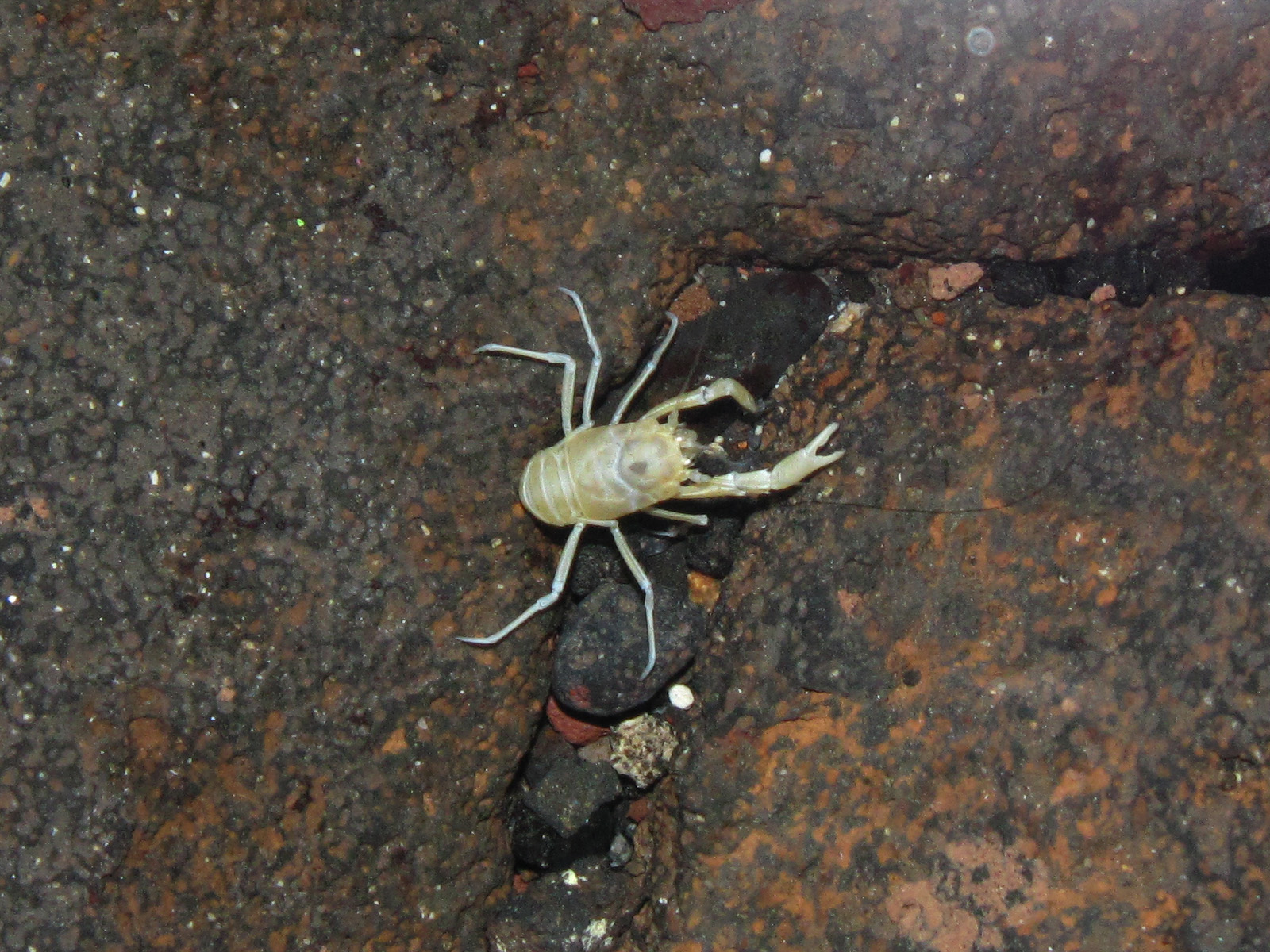
Munidopsis polymorpha

Хамеос дель Агуа — одно из немногих мест на планете, где можно посмотреть на очень редкого слепого краба-альбиноса (Munidopsis polymorpha), который обычно обитает глубоко под землёй.